# Іннокентьєвське сільське поселення (Ніколаєвський район)
Інноке́нтьєвське сільське поселення (рос. Иннокентьевское сельское поселение) — сільське поселення у складі Ніколаєвського району Хабаровського краю Росії.
Адміністративний центр — село Іннокентьєвка.

## Населення
Населення сільського поселення становить 452 особи (2019; 524 у 2010, 749 у 2002).

## Склад
До складу сільського поселення входять:
| Населений пункт     | Населення, осіб (2002) | Населення, осіб (2010) |
| ------------------- | ---------------------- | ---------------------- |
| Іннокентьєвка, село | 665                    | 464                    |
| Сахаровка, село     | 84                     | 60                     |